# 有机电子学
有机电子学是关于有机小分子或聚合物的设计、合成、表征和应用的材料科学，这些有机小分子或聚合物应有着吸引人的电子性质，例如电导率等。与传统的无机导体或半导体不同，有机电子材料由有机（碳基）小分子或聚合物构成，使用了有机化合物或高分子化合物的合成方法。与传统的无机电子材料相比，有机电子材料潜在的低成本是其有望实现的好处之一。聚合物导体的有吸引力的性质包括它们的导电性随着掺杂的浓度的改变而改变,和相对较好的机械柔性。而有机电子材料应用面临的挑战包括它们较差的热稳定性，高成本和各种制造问题。

## 历史
有机电子学中感兴趣的一类材料是导电的，即能够以低电阻率传输电荷的物质。 传统上，导电材料是无机的。 经典（并且仍然是技术上占主导地位的）导电材料是诸如铜和铝的金属以及许多合金。
最早报道的有机导电材料聚苯胺由亨利·莱西比(Henry Letheby)于1862年描述。其他聚合物有机材料的研究工作在1960年代开始认真，1963年报道了导电率高达1 S/cm（S =西门子）四碘吡咯(tetraiodopyrrole)的衍生物。 在1977年，人们发现聚乙炔可以用卤素氧化，从绝缘或半导体材料中产生导电材料。 2000年诺贝尔化学奖被授予艾伦·黑格，艾伦·麦克迪尔米德，和白川英树，共同致力于导电聚合物的研究。 这些科学家和许多其他工作人员确定了大型系列的导电聚合物，包括聚噻吩，聚苯硫醚等。

## 有机发光二极管

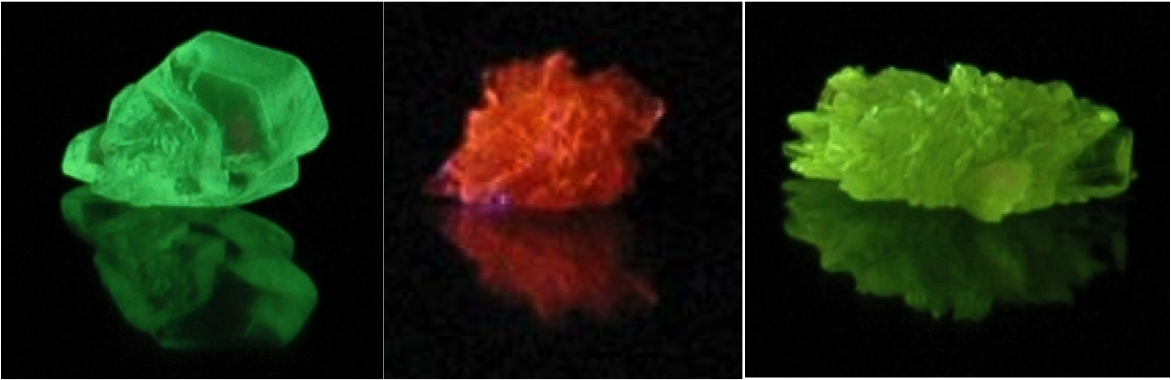
Br6A, 下一代纯有机发光晶体系列

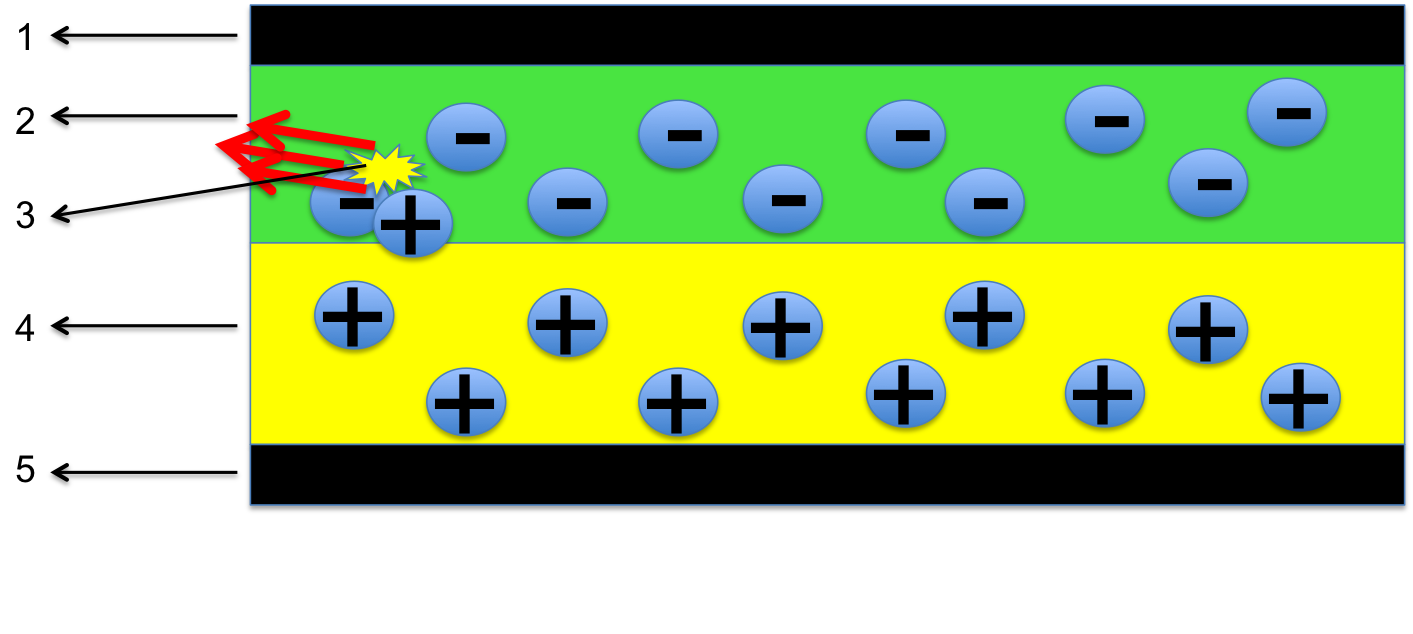
双层OLED的示意图：1.阴极（-），2.发光层，3.辐射发射，4.导电层，5.阳极（+）

OLED（有机发光二极管）由在电流刺激下发光的有机材料薄膜组成。 典型的OLED由阳极，阴极，OLED有机材料和导电层组成。

## 有机场效应晶体管
有机场效应晶体管是利用有机分子或聚合物作为有源半导体层的场效应晶体管。 场效应晶体管（FET）是利用电场来控制一种电荷载流子的沟道形状从而改变其导电性的任何半导体材料。

## 有机电子器件
有机太阳能电池可以通过使用廉价的有机聚合物而不是大多数太阳能电池中使用的昂贵的晶体硅来降低太阳能的成本。 此外，聚合物可以使用低成本设备进行加工，如喷墨打印机或用于制作照相胶片的涂布设备，与传统的太阳能电池制造相比，可以降低资金和运营成本。

## 拓展阅读
- Grasser, Tibor., Meller, Gregor.Baldo, Marc. (Eds.) (2010) Organic electronics Springer, Heidelberg. ISBN 978-3-642-04537-0 (Print) 978-3-642-04538-7 (Online)
- Baracus, B. A.; Weiss, D. E. . Aust. J. Chem. 1963, 16 (6): 1076–1089. doi:10.1071/CH9631076.
- Bolto, B. A.; McNeill, R.; Weiss, D. E. . Aust. J. Chem. 1963, 16 (6): 1090–1103. doi:10.1071/CH9631090.
- Hush, Noel S. . Ann. N.Y. Acad. Sci. 2003, 1006: 1–20. Bibcode:2003NYASA1006....1H. PMID 14976006. doi:10.1196/annals.1292.016.
- Electronic Processes in Organic Crystals and Polymers, 2 ed.  by Martin Pope and Charles E. Swenberg, Oxford University Press (1999), ISBN 0-19-512963-6
- Handbook of Organic Electronics and Photonics (3-Volume Set) by Hari Singh Nalwa, American Scientific Publishers. (2008), ISBN 1-58883-095-0